# Condado de Presque Isle
El condado de Presque Isle (en inglés: Presque Isle County), fundado en 1840, es un condado del estado estadounidense de Míchigan. En el año 2000 tenía una población de 14.411 habitantes con una densidad de población de 8 personas por km². La sede del condado es Rogers City.

## Geografía
Según la oficina del censo el condado tiene una superficie total de 6664 km² (2573,0 mi²), de los que 1709 km² (659,8 mi²) son tierra y 4955 km² (1913,1 mi²) (78,34%) son agua. Está situado en la costa del lago Hurón y en el interior de este condado se encuentran el lago Grande y las cataratas de Ocqueoc.

### Condados adyacentes
- Condado de Chippewa - norte
- Condado de Alpena - sureste
- Condado de Montmorency - sureste
- Condado de Cheboygan - oeste

#### Principales carreteras y autopistas
- U.S. Autopista 23
- Carretera estatal 33
- Carretera estatal 65
- Carretera estatal 68
- Carretera estatal 211
- Carretera estatal F-21

## Demografía
Según el censo del 2000 la renta per cápita media de los habitantes del condado era de 31.656 dólares y el ingreso medio de una familia era de 37.426 dólares. En el año 2000 los hombres tenían unos ingresos anuales 31.275 dólares frente a los 20.625 dólares que percibían las mujeres. El ingreso por habitante era de 17.363 dólares y alrededor de un 10,30% de la población estaba bajo el umbral de pobreza nacional.

## Lugares

### Ciudades
- Onaway
- Rogers City

### Villas
- Millersburg
- Posen

### Comunidades no incorporadas
- Hawks
- Leroy
- Manitou Beach
- Metz

### Lugar designado del censo
- Presque Isle

### Municipios
| - Municipio de Allis - Municipio de Bearinger - Municipio de Belknap - Municipio de Bismarck - Municipio de Case | - Municipio de Krakow - Municipio de Metz - Municipio de Moltke - Municipio de North Allis - Municipio de Ocqueoc | - Municipio de Posen - Municipio de Presque Isle - Municipio de Pulawski - Municipio de Rogers |